# 유의각
유의각(遺衣閣)은 대한민국 충청남도 청양군 운곡면 위라리에 있는 조선시대의 사당이다. 1984년 5월 17일 충청남도의 문화재자료 제153호로 지정되었다.

## 개요
조선 인조(재위 1623∼1649) 때의 충신 박신용 장군의 위패를 모신 사당이다.
지금도 그의 충의 정신을 길이 빛내기 위하여 관복을 소장하고 봄·가을로 제사를 지내고 있다.
박신용 장군은 선전관이 되어 군사들을 이끌고, 몸을 던져 싸우다 죽었다. 이 때 조정에서 내린 관복이 있어 후손이 보호 관리하여 오다가 조선 후기에 이르러 관복을 보관할 건물을 짓고 유의각이라 부르고 제사를 드렸는데, 그 내용을 석비로 만들어 새겨 놓았다.
건물은 사당 형식으로 만들었고, 문은 가운데 칸을 높여 세운 삼문(三門)형식으로 주변은 담장을 둘렀다.

## 같이 보기
- 박신용

## 참고 문헌
- 유의각 - 국가유산청 국가유산포털